# Konstantïn Kotov
Konstantïn Vladïmïrovïç Kotov (in kazako Константин Владимирович Котов?, in russo Константин Владимирович Котов?, Konstantin Vladimirovič Kotov; Ševčenko, 7 ottobre 1973) è un ex calciatore kazako, di ruolo centrocampista.